# Poříčí nad Sázavou
Poříčí nad Sázavou (Duits: Porschitsch of Porschitz an der Sasau) is een Tsjechische gemeente in de regio Midden-Bohemen en maakt deel uit van het district Benešov. Het dorp ligt op 6 kilometer afstand van de stad Benešov.
Poříčí nad Sázavou telt 1651 inwoners (2025).

## Etymologie
De naam van de plaats betekent letterlijk Poříčí aan de Sázava, verwijzend naar de rivier de Sázava, die door de gemeente stroomt.

## Geografie
De gemeente bestaat uit de volgende plaatsen:
- Poříčí nad Sázavou;
- Hvozdec.

Tussen 1850 en 1890 hoorde Nespeky ook bij de gemeente. Sindsdien is dat dorp verzelfstandigd. Naast de rivier de Sázava stroomt ook de Konopišťskýbeek (Duits: Konnopischter Bach) door de gemeente.

## Geschiedenis
De eerste schriftelijke vermelding van het dorp dateert van 1351. In de vroege middeleeuwen (circa 1050) viel het gebied van Poříčí onder het bestuur van de nabijgelegen burcht van Lštění, die werd gesticht tijdens het bewind van hertog Břetislav I. Kort na de bouw van de burcht (circa 1090) ontstond een nederzetting rondom de burcht. Rond 1125 werd een kerk gebouwd, die gewijd werd aan de heilige Petrus. Niet veel later werd ook de nabijgelegen plaats Balkovice gesticht, waar in de dertiende eeuw (circa 1225) eveneens een kerk werd gebouwd, gewijd aan de heilige Gallus van Zwitserland. Dit werd de parochiekerk voor Poříčí, Mrač en Čerčany. Tussen 1290 en 1310 verdween een groot deel van de nederzetting.

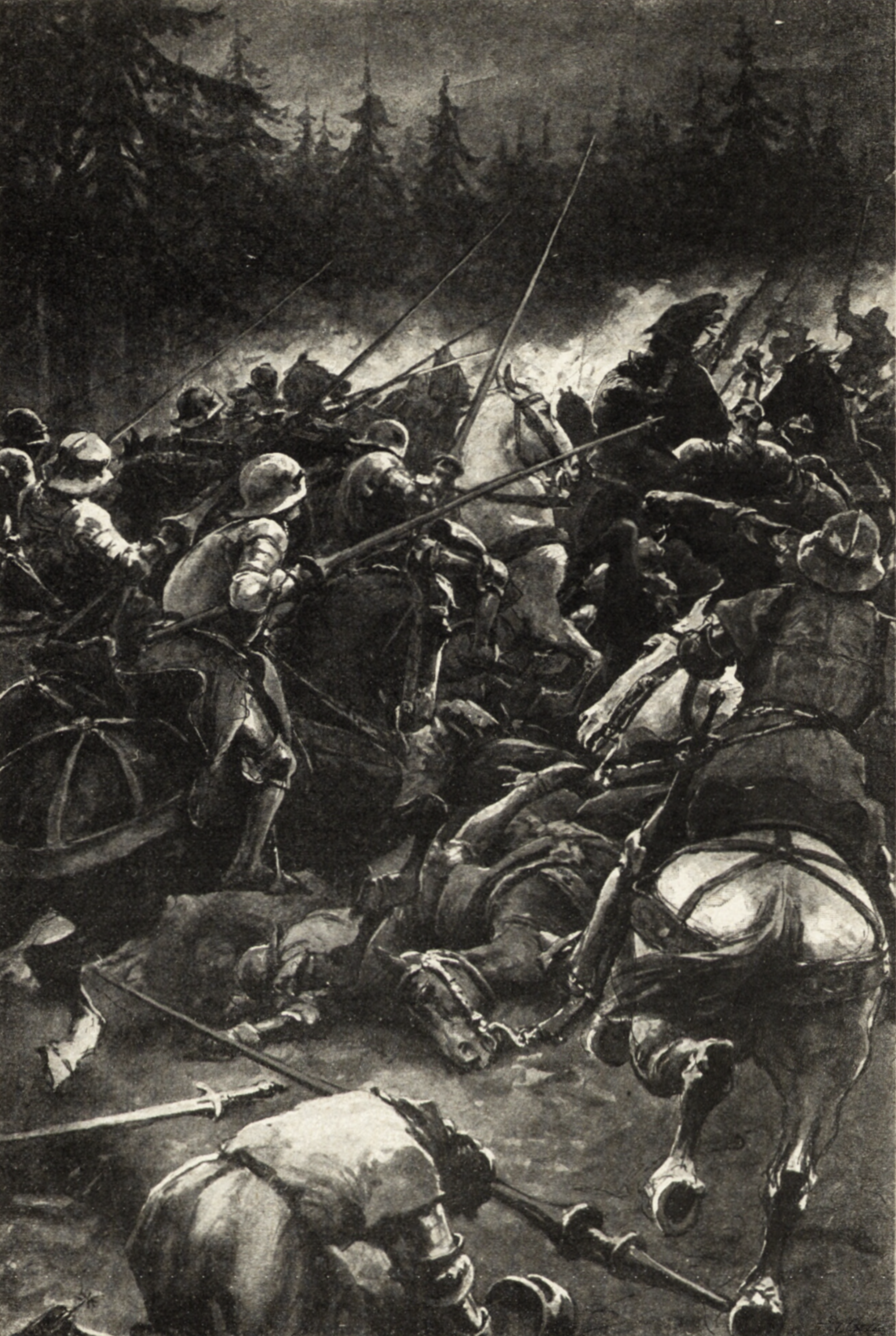
Slag bij Poříčí nad Sázavou (afb. uit 1925)

Het huidige dorp Poříčí nad Sázavou ontstond in de vijftiende eeuw door de samenvoeging van de drie historische nederzettingen Poříčí, Kouty en Balkovice. In de nacht van 19 op 20 mei 1420 vond hier de Slag bij Poříčí nad Sázavou plaats. Een granieten monument uit 1924 herinnert hieraan. In 1454 werd Zdeněk Kostka z Postupice heer van Poříčí. Hij steunde George z Podiebrad tegen Zdeněk z Šternberk. Hij bleef heer van Poříčí tot 1510; daarna kwam Poříčí onder het bewind van de heren van Konopiště. Deze situatie hield tot de twinstigste eeuw stand.

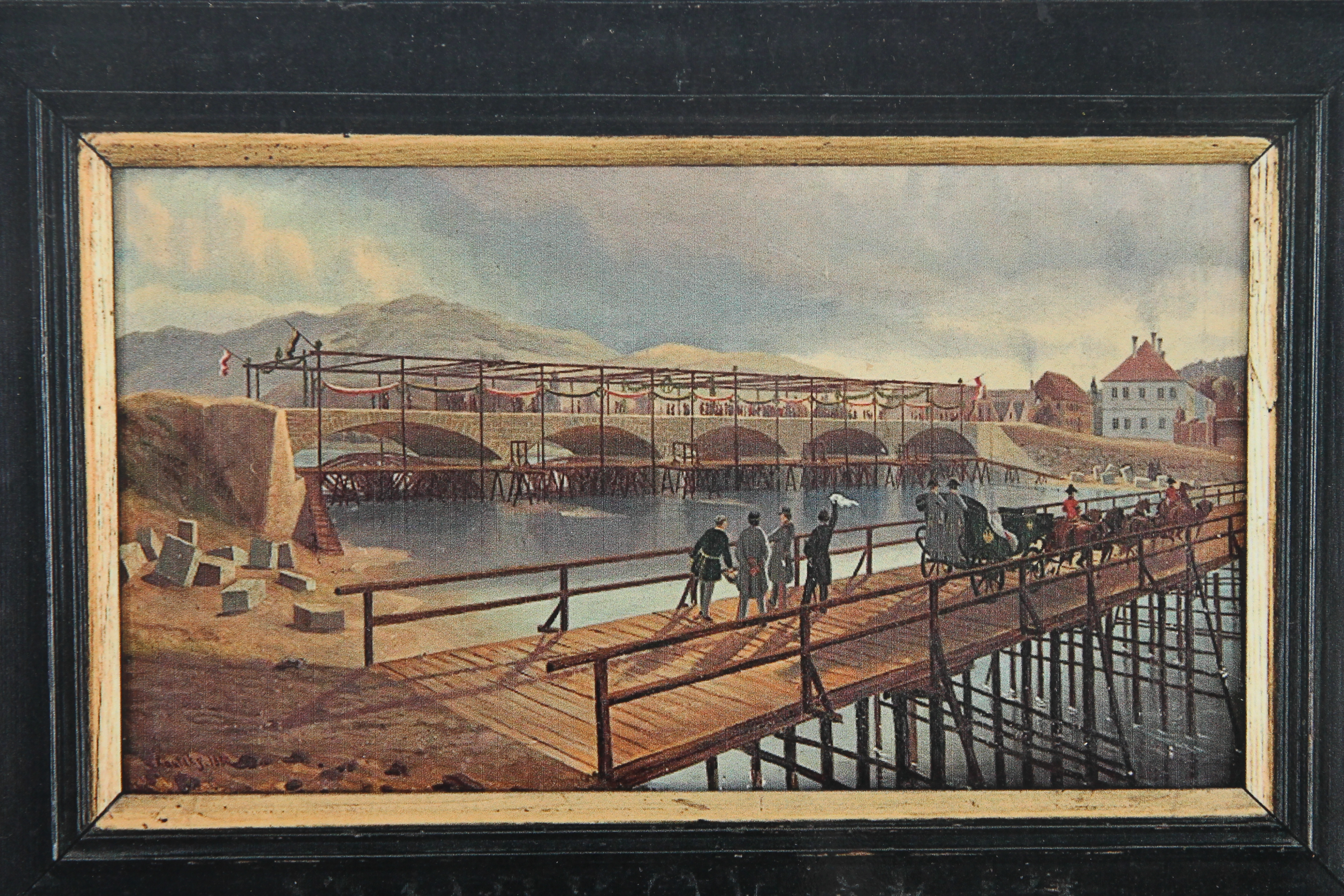
Brug naar het dorp (1849)

Tijdens de Tweede Wereldoorlog werd een deel van het dorp onderdeel van het militaire oefenterrein van de Waffen-SS Benešov. Het betreffende deel van het dorp lag op de linkeroever van de Sázava en ten westen van de toenmalige rijksweg Praag-Benešov. De bewoners moesten daarom op 1 april 1943 noodgedwongen hun huizen verlaten.
Sinds 1960 maakt Poříčí nad Sázavou volledig deel uit van het district Benešov. Het wapen en de vlag werden op 4 juni 1998 aan de gemeente toegekend bij besluit van de voorzitter van de Kamer van Afgevaardigden van het Parlement van de Tsjechische Republiek.

## Industrie
In Poříčí nad Sázavou staat een fabriek van de Amerikaanse snoepfabrikant Mars.

## Verkeer en vervoer

### Autowegen
Poříčí nad Sázavou is te bereiken via diverse regionale wegen. Ook snelweg D1 loopt in de buurt van het dorp. 

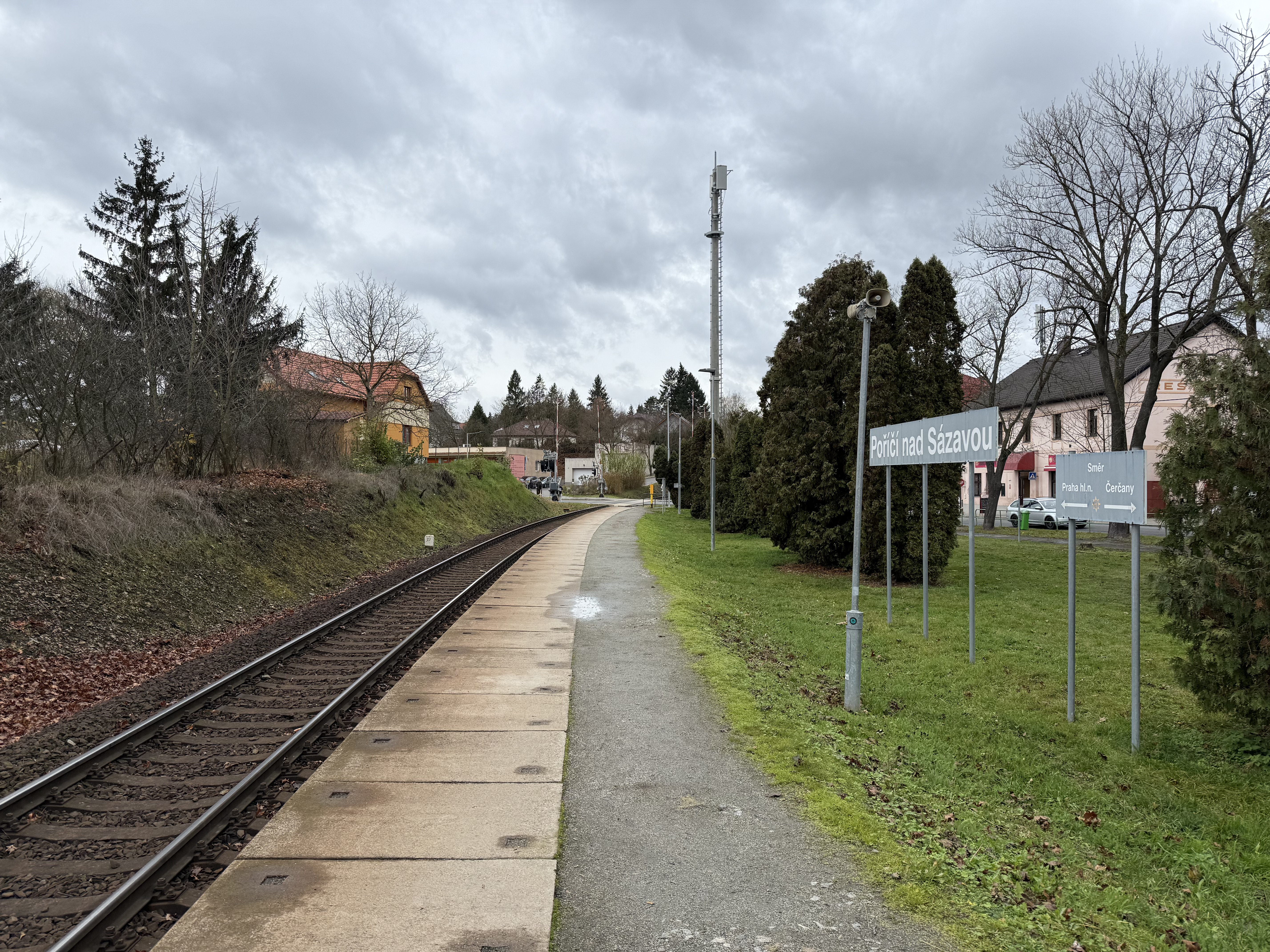
Station Poříčí nad Sázavou (2024)

### Spoorlijnen
De spoorlijn Praag - Čerčany loopt door de gemeente. De lijn is enkelsporig en werd grotendeels in 1897 in gebruik genomen. Op het grondgebied van de gemeente bevinden zich de treinstations Poříčí nad Sázavou en Poříčí nad Sázavou-Svárov. In 1970 vond tussen deze stations een spoorwegongeval plaats.

### Buslijnen
Er zijn twee bushaltes in de gemeente:
| Halte                                     | Lijn(en) | Traject(en)           | Vervoerder(s) |
| ----------------------------------------- | -------- | --------------------- | ------------- |
| Poříčí nad Sázavou, Poříčí nad Sázavou    | 337      | Benešov - Budějovická | Arriva City   |
| Poříčí nad Sázavou, Rozchod Nové Městečko | 337      | Benešov - Budějovická | Arriva City   |

### Fietsroutes
De volgende fietsroute loopt door de gemeente:
- 0019: Havlíčkův Brod - Sázava - Čerčany - Týnec nad Sázavou - Davle

### Wandelroutes
De volgende wandelroutes beginnen in de gemeente:
- Rood: Poříčí nad Sázavou - Konopiště;
- Blauw: Poříčí nad Sázavou - Týnec nad Sázavou - Jílové u Prahy;
- Groene: Poříčí nad Sázavou - Čerčany.

## Bezienswaardigheden
- Sint-Petruskerk (ook wel: Sint-Petrus-en-Pauluskerk) uit de twaalfde eeuw op de heuvel bij het dorpsplein;
- Sint-Galluskerk uit het begin van de dertiende eeuw, met crypte uit de elfde eeuw (in de negentiende eeuw verbouwd, waar bij neogotische elementen zijn aangebracht);
- Pastorie;
- Gemeentehuis, gehuisvest in een voormalig schoolgebouw uit 1757;
- Stenen Frans Jozef I-brug over de Sázava uit 1850, gebouwd van granietblokken en rustend op zes pijlers.

## Geboren in Poříčí nad Sázavou
- Ivan Bohdan Staněk (1828–1868), scheikundige, politicus en dichter;
- Josef Topol (1935–2015), toneelschrijver en dichter.

## Galerij

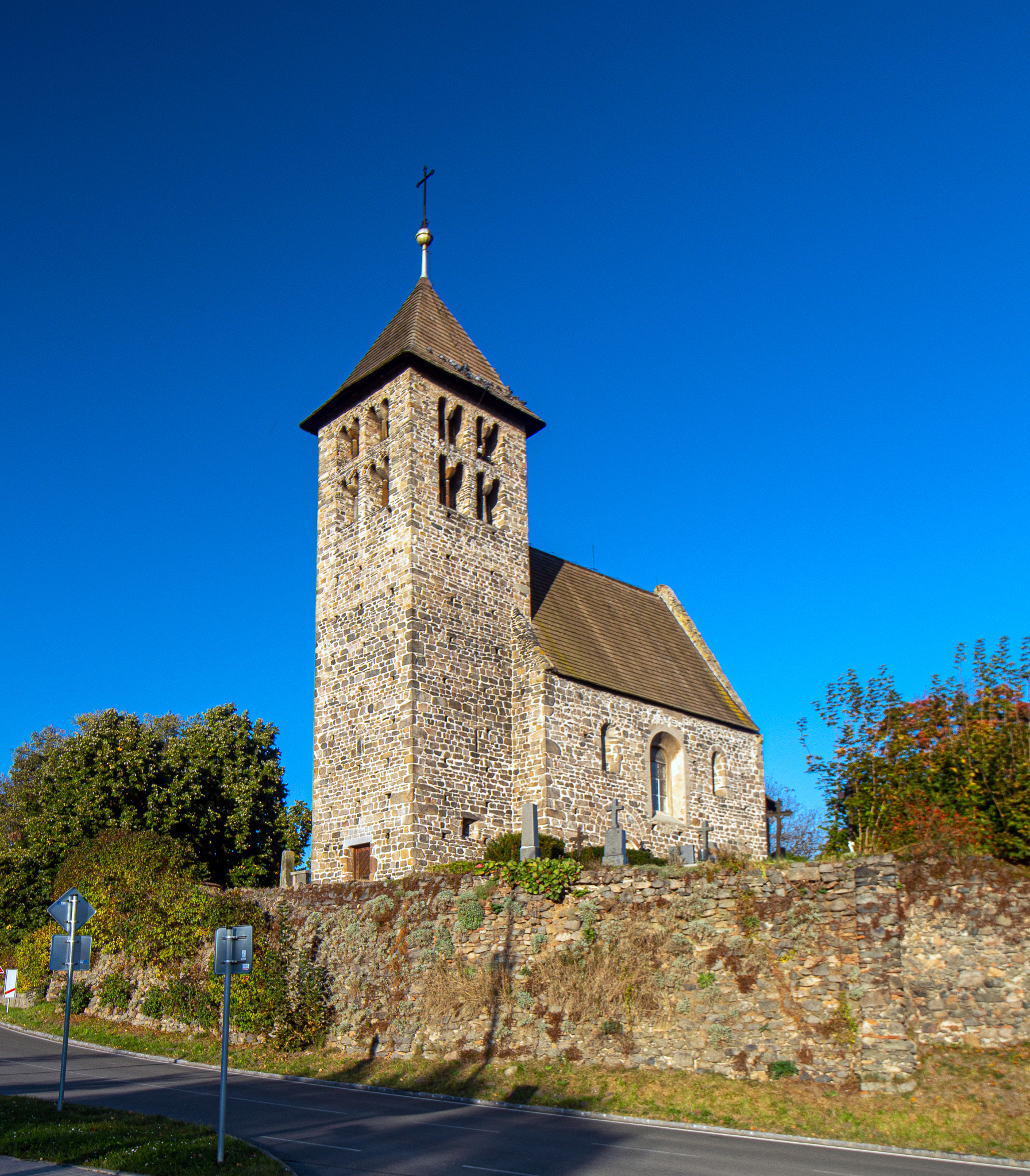
Sint-Petruskerk (2021)
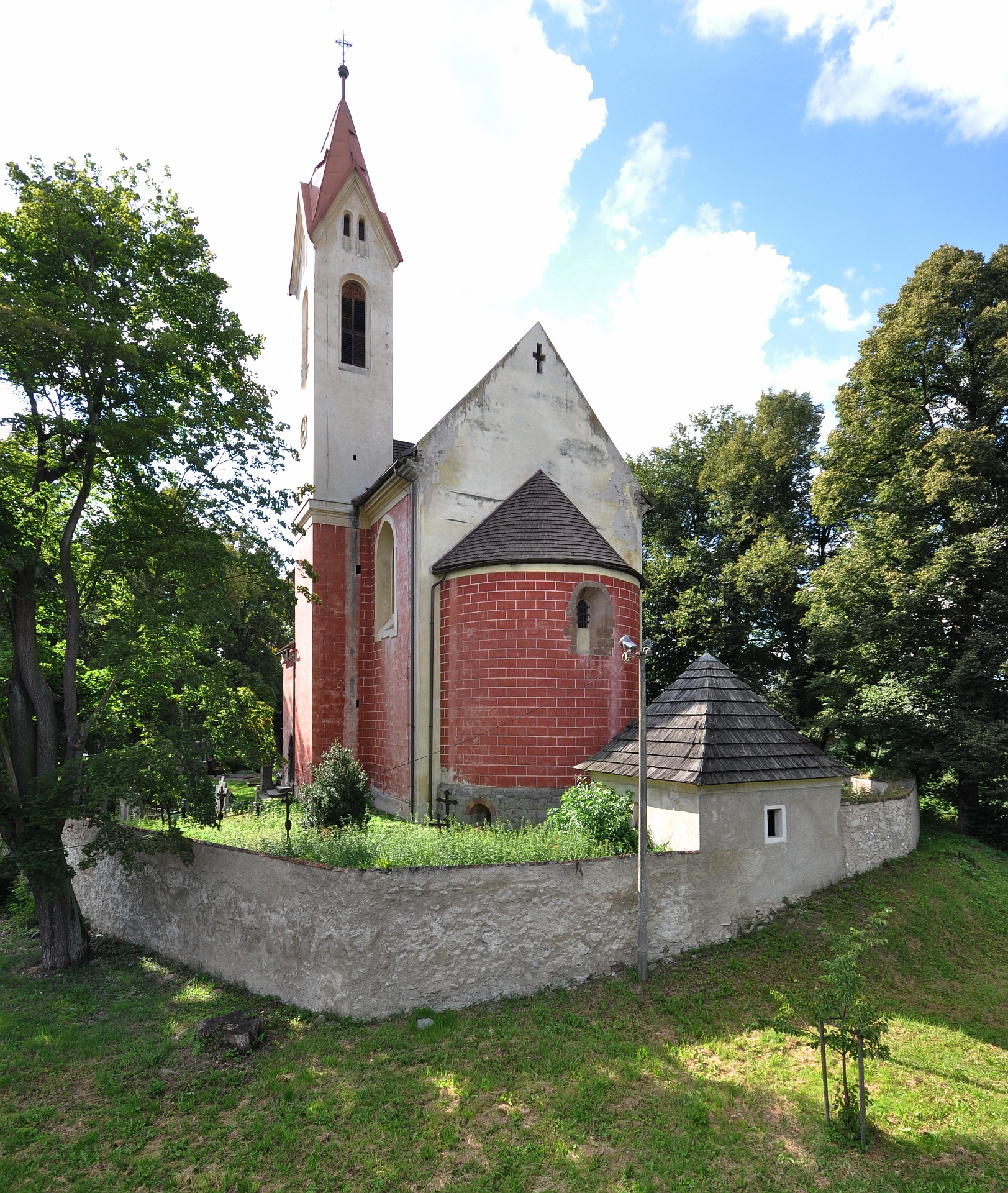
Sint-Galluskerk (2012)
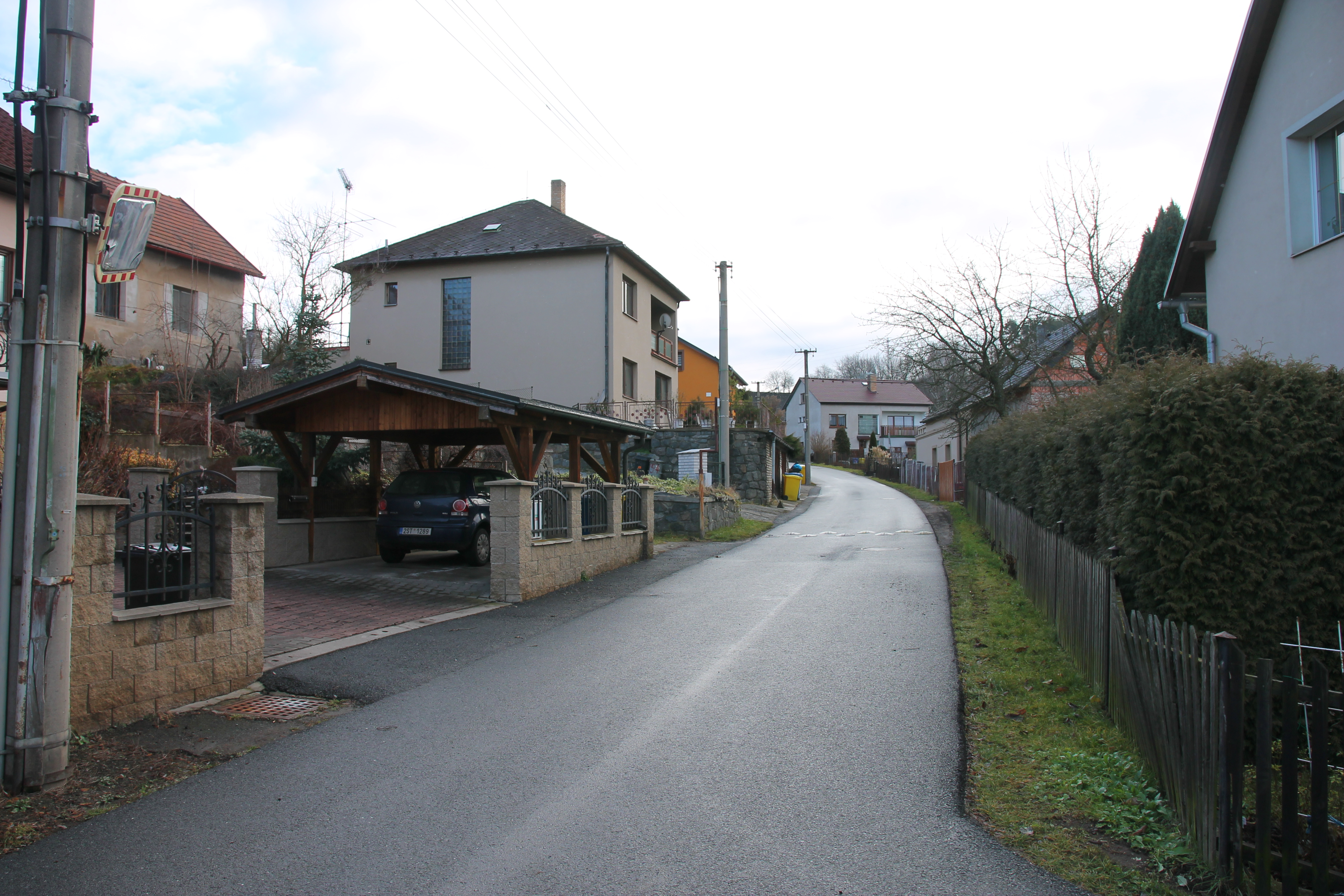
Bálkovickástraat (2019)
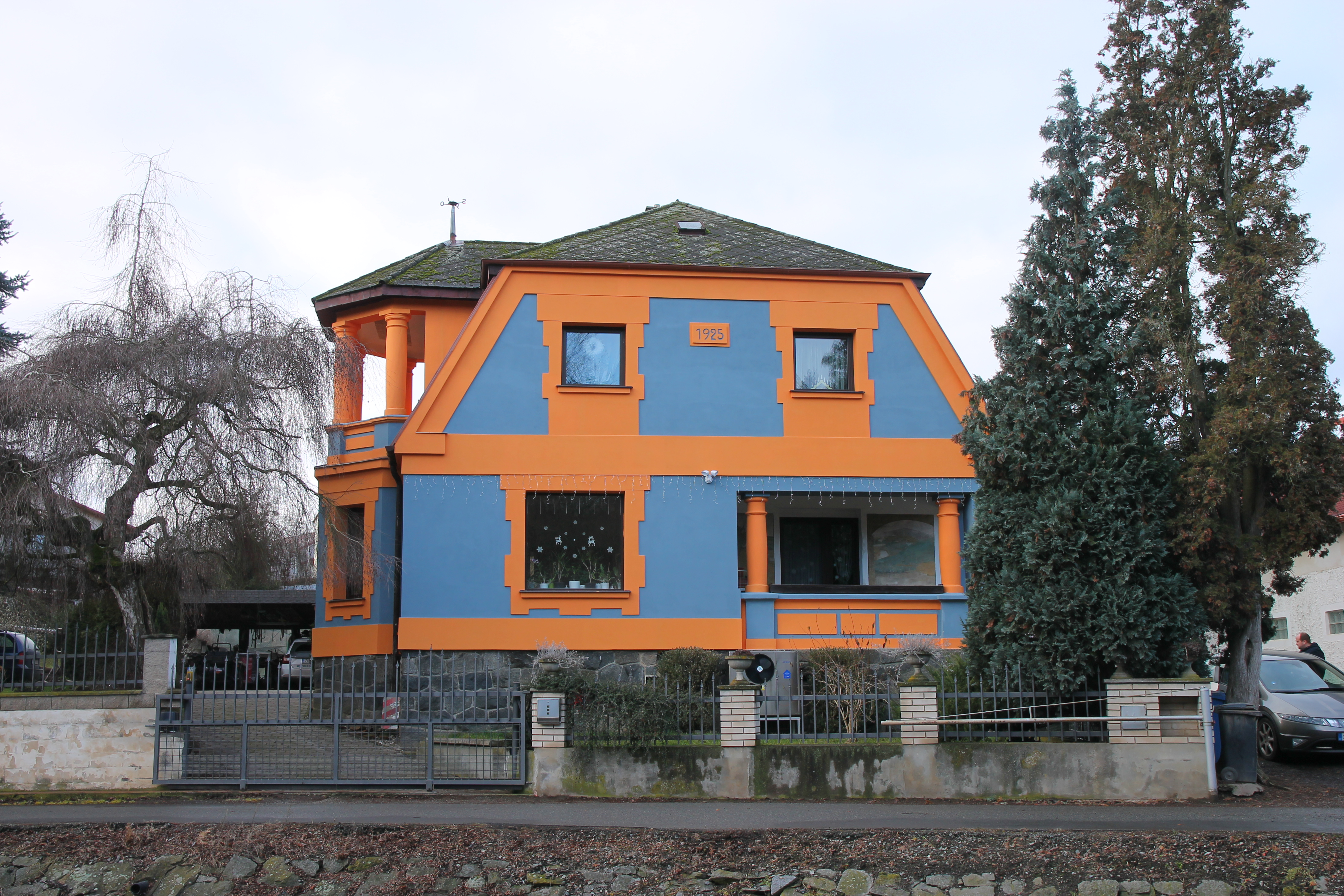
Villa Školní (2019)
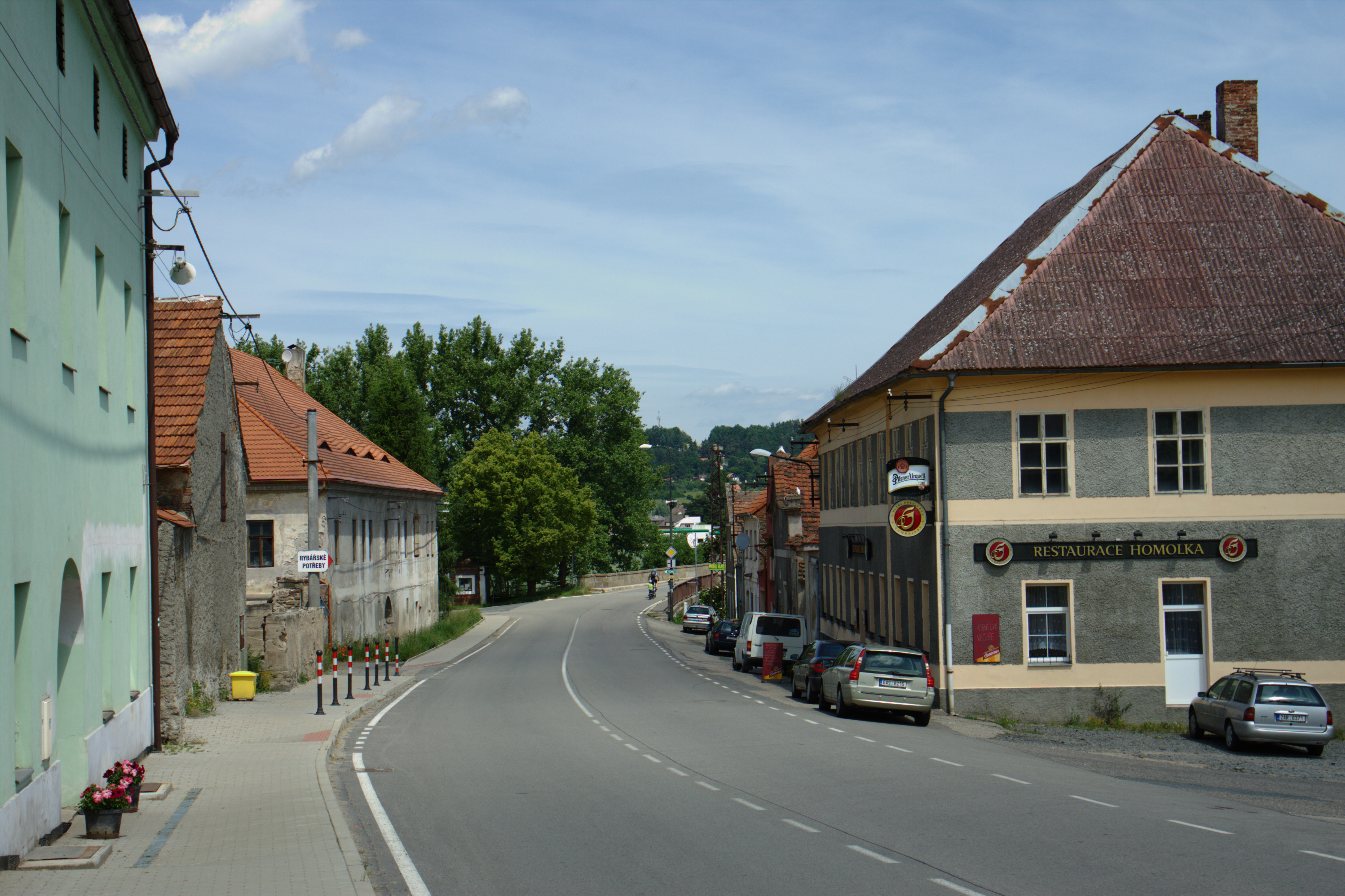
Pražskástraat (2013)